# Clarín
Pour les articles homonymes, voir Clarin.
Clarín (le mot espagnol clarín signifie clairon en français) est le plus grand groupe de média argentin et un quotidien, en langue espagnole, basé à Buenos Aires. Le journal a été fondé en 1945 par Roberto Noble, et le premier exemplaire fut édité le mardi 28 août 1945.
Sa devise est « El Gran Diario Argentino » (« Le Grand Quotidien Argentin »).

## Un groupe quasi-monopolistique
C'est actuellement le premier quotidien argentin en nombre de tirages, et l'un des quotidiens en langue espagnole les plus représentés au monde avec plus de 400 000 exemplaires par jour. Le site internet de Clarín, lancé en 1995, est le second site de quotidien papier en langue espagnole le plus visité sur Internet. Le groupe Clarín, qui détient le journal, est aujourd’hui dirigé par Ernestina Herrera de Noble, veuve du fondateur.
C'est aussi l'un des premiers quotidiens au monde à adopter un format compact (tabloïd), considéré plus pratique.
Bien qu'il revendiquait à l'origine une orientation plutôt progressiste, Clarín a rapidement cherché une ligne éditoriale neutre, peu critique. 
Sous la dictature militaire de 1976-83, le groupe a été soutenu par la junte, bénéficiant notamment, avec La Nación et La Razón, de mesures illégales appuyées par le gouvernement, en 1976-77, visant à leur faire prendre contrôle de l'entreprise de papeterie Papel Prensa, qui appartenait auparavant à David Graiver. David Graiver est mort dans un mystérieux accident d'avion en août 1976, tandis que sa veuve, Lidia Papaleo de Graiver, fut séquestrée par la dictature le 14 mars 1977, quelques jours après la vente forcée de Papel Prensa .
El Clarín continua à être l’un des soutiens majeurs de la dictature tout au long de son existence. Sa propriétaire, Ernestina Herrera de Noble, a fait l'objet d'un procès, les Mères de la place de Mai l’ayant accusée d'avoir adopté illégalement deux enfants de desaparecidas.
Aujourd’hui, le groupe de presse détient une position quasi-monopolistique sur les médias en Argentine. Premier opérateur du câble, il publie quatorze journaux et détient plusieurs dizaines de stations de radio nationales, pour un total avoisinant les deux cent cinquante organes de presse. Le groupe s’est ainsi senti particulièrement visé par la loi no 26552 sur les médias promulguée par le gouvernement de Cristina Fernández de Kirchner en octobre 2009.
Le groupe soutient Mauricio Macri et dispose, après l'élection de celui-ci à la présidence, d'une grande influence à l'intérieur du gouvernement. La loi sur la déconcentration des médias est abrogée.